# Толбажиха
Толба́жиха (Толбазиха) — река в Кабанском районе Бурятии. Впадает в залив Посольский сор озера Байкал на высоте 456 м над уровнем моря.

## География
Река Толбажиха образуется слиянием рек Большая Толбажиха и Малая Толбажиха, берущих начало на склонах гор, соответственно, Малый Голец и Большой Голец в Хамар-Дабане. Течёт на северо-запад и впадает в залив Посольский сор озера Байкал в полукилометре севернее посёлка Байкальский Прибой. Длина реки составляет 5 км (от истока Малой Толбажихи — 19 км).

## Гидрология
По данным наблюдений с 1981 по 1996 год среднегодовой расход воды в районе остановочного пункта Байкальский Прибой (1,5 км от устья) составляет 1,04 м³/с. Минимальный, нулевой, расход был зафиксирован в феврале 1992 года, максимальный — 7,51 м³/с — в июне 1985 года.

## Данные государственного водного реестра
По данным государственного водного реестра России и геоинформационной системы водохозяйственного районирования территории РФ, подготовленной Федеральным агентством водных ресурсов:
- Бассейновый округ — Ангаро-Байкальский
- Речной бассейн — бассейны малых и средних притоков средней и северной части озера Байкал
- Речной подбассейн — отсутствует
- Водохозяйственный участок — бассейны рек южной части озера Байкал в междуречье рек Селенга и Ангара.